# Bijna-gesloten klinker
bijna-gesloten klinker is een klinker waarvan de articulatie wordt gekenmerkt door het feit dat de tong zich heel dicht bij de articulatiestand van een gesloten klinker bevindt, alleen iets minder gespannen. Bijna-gesloten klinkers worden dan ook wel de "ontspannen" tegenhangers van gesloten klinkers genoemd.
In het Internationaal Fonetisch Alfabet worden de volgende bijna-gesloten klinkers onderscheiden:
- Ongeronde gecentraliseerde bijna-gesloten voorklinker [ɪ]?
- Geronde gecentraliseerde bijna-gesloten voorklinker [ʏ]?
- Ongeronde gecentraliseerde bijna-gesloten klinker [ɪ̈]?
- Geronde gecentraliseerde bijna-gesloten klinker [ʊ̈]?
- Geronde bijna-achterste bijna-gesloten klinker [ʊ]?